# Vertrag von Bonn 921
Der Vertrag von Bonn, häufig auch Bonner Vertrag vom 7. November 921 genannt, war eine Vereinbarung zwischen Heinrich I. und Karl dem Einfältigen und beendete eine fast genau ein Jahrzehnt dauernde Streitigkeit zwischen dem westlichen und dem östlichen Teil des Frankenreiches.

## Entwicklung im Ostfrankenreich
Im September 911 verstarb mit Ludwig dem Kind der letzte Karolinger im Ostteil des Reiches. Üblicherweise sah das fränkische Erbrecht ein Teilen und Wiedervereinen des Reiches unter den Nachkommen des Gesamtherrschers vor, ein Erstgeburtsrecht war bei den Franken nicht üblich. Diese Praxis war in den fränkischen Herrscherfamilien schon seit der Zeit der Merowinger gang und gäbe. Aus dieser Tradition wäre zu erwarten gewesen, dass die Großen des Ostreiches König Karl den Einfältigen des Westfrankenreichs zu ihrem Herrn wählen würden.
Andererseits waren die Ansprüche der Karolinger schon in den Jahrzehnten zuvor im Westreich nicht immer anerkannt worden, und so bildete sich dort seit 888 nach und nach ein Wahlrecht der Fürsten (Herzöge und große Grafen) heraus, bei dem zwischen den Karolingern und den Robertinern/Kapetingern abgewechselt wurde. Dabei kam der praktischen Erwägung, von welchem Herrscher wirkungsvollere Hilfe gegen die Normannen erwartet werden konnte, eine große Bedeutung zu.
Ähnliche Erwägungen scheinen nun 911 auch im Ostfrankenreich vorgenommen worden zu sein. Dieses war neben den Überfällen der Normannen seit 895 zunehmend von Einfällen der Magyaren betroffen. Im Rahmen dieser Bedrohung und der Schwäche der Zentralgewalt unter dem letzten Karolinger Ludwig dem Kind (893–911) hatten sich in vielen Gebieten neue Stammesherzogtümer (Sachsen, Baiern, Franken, Lothringen) als deren funktioneller Ersatz gebildet, die nicht mehr gewillt waren, sich einem landfremden und fernen König zu unterwerfen, der nichts für die Landesverteidigung leisten konnte.
Aus Sicht des westfränkischen Karolingers stellte die Wahl von 911 quasi eine Enteignung der Karolinger dar, da sie mit der Erhebung von Konrad dem Jüngeren endete, dem Sohn eines mächtigen Reichsgrafen aus dem rheinischen Raum, der sich gerade nach siegreicher Fehde zum Herzog des (ost-)fränkischen Stammesherzogtums aufgeschwungen hatte. Nur der Herzog von Lothringen, der allerdings einen sehr großen Teil des ostfränkischen Reiches repräsentierte, vertrat die legitimistische Auffassung der Karolingernachfolge, und trat nach der Wahl vom ost- zum westfränkischen Reich über. Dieser Übertritt war die größte der nachfolgenden Konfliktquellen.
Nach Konrads Tod 919 fiel die Wahl auf einen der Stammesherzöge, Heinrich von Sachsen. Während der ersten Jahre seiner Herrschaft war das zwischenzeitlich zum Herzogtum reduzierte Lothringen dabei, sich wieder zu verselbständigen. Während Heinrich seinem königlichen Vorgänger Konrad die Unterstützung verweigerte, fehlten ihm wiederum die Zustimmungen der baierischen und schwäbischen Herzöge. Dazu kam eine außenpolitisch sehr kritische Lage. Eine kleine Völkerwanderung der Slawen bedrohte Heinrichs Herrschaft, und die Magyaren bedrängten das Reich.
Heinrich war also gezwungen, sich einen Ausgleich mit der im Westen noch herrschenden Karolingerdynastie zu verschaffen, um die Kräfte seines Reichs gegen die Eindringlinge bündeln zu können. Der westfränkische König war allerdings sehr verärgert, da Heinrich mit dem aufständischen Lothringen einen seiner Feinde unterstützt hatte. Daraufhin war er in Ostfranken eingefallen. Es kam jedoch zu keinen kriegerischen Handlungen, und Karl zog sich nach kurzer Zeit wieder zurück.

## Vertragsinhalt und Folgen
Der sehr auf Konsens bedachte Heinrich traf sich daraufhin mit Karl bei Bonn in der Mitte des Rheins auf einem Schiff. Der Ort des Treffens wurde bewusst gewählt, um die Gleichrangigkeit der beiden Könige zu verdeutlichen. In dem Vertrag schlossen die beiden Könige Freundschaft. Zu konkreten Verpflichtungen kam es jedoch nicht. Freundschaft bedeutete damals jedoch zumindest Anerkennung und Unterstützung in jeder Hinsicht.
Der westfränkische König profitierte davon, denn er hatte in seinem Reich viele Feinde und konnte so sicher sein, dass sich nicht auch noch der ostfränkische König gegen ihn wenden würde. Beglaubigt wurde der Vertrag jeweils von den mächtigsten Kirchenvertretern und Adeligen beider Länder.
Anscheinend hat Heinrich nicht gerade viel auf den Vertrag gehalten. Im Jahr 923 schloss er einen ähnlichen Freundschaftsvertrag mit Robert von Franzien, dem Gegenkönig und Widersacher Karls. Von einer wirklichen Verpflichtung zur Hilfeleistung ging zumindest Heinrich nicht aus. Als der später gefangengenommene Karl – nach einer Quelle des Widukind von Corvey – Heinrich um Hilfe bat, reagierte dieser nicht.